# Dreama Walker
Pour les articles homonymes, voir Walker.
Dreama Walker née le 20 juin 1986 à Tampa en Floride est une actrice américaine. Elle est surtout connue pour son rôle de Hazel Williams dans la série télévisée Gossip Girl, ainsi que pour celui de Harper Grace dans le téléfilm dramatique Péchés de jeunesse en mai 2010. 

## Biographie
Dreama Elyse Walker est originaire de la Floride et vit actuellement à Los Angeles en Californie. Elle a eu son premier rôle à la télévision en 2006 dans New York, police judiciaire.
Elle décroche son premier rôle récurrent en 2008 dans la série télévisée Gossip Girl. Elle y incarne le personnage d'Hazel Williams durant 14 épisodes, étalés sur 2 saisons. Son dernier épisode, Valley Girls, est également marqué par l'apparition de la comédienne Krysten Ritter.
Quatre ans après, les deux actrices sont les héroïnes de Don't Trust the B---- in Apartment 23, une comédie décalée, où Walker incarne la naïve provinciale amenée à cohabiter avec la narcissique et survoltée Bitch du titre, interprétée par Ritter. Malgré des critiques positives, le programme est arrêté au bout de deux saisons, en 2013, faute d'audiences.
La comédienne retourne alors à des apparitions dans diverses séries et téléfilms. Parmi elles, un rôle récurrent dans l'acclamée série judiciaire The Good Wife.

## Filmographie

### Cinéma
- 2007 : Goodbye Baby : Kelsy
- 2008 : Sex and the City, le film
- 2008 : Wherever You Are (film) (en) : Meghan Bernstein
- 2009 : Mytho-Man : La réceptionniste
- 2009 : Gran Torino : Ashley Kowalski
- 2011 : The Pill : Rose
- 2011 : Baby-sitter malgré lui (The Sitter) : Stephanie
- 2011 : Vamperifica : Tracey
- 2011 : Father/Son : Elizabeth
- 2012 : Compliance de Craig Zobel : Becky
- 2012 : The Discoverers (en) de Justin Schwarz : Abigail
- 2012 : The Kitchen d'Ishai Setton : Penny
- 2013 : Chlorine de Jay Alaimo : Suzi
- 2019 : Once Upon a Time... in Hollywood de Quentin Tarantino : Connie Stevens

### Télévision
- 2006 : New York, police judiciaire : Nicole Carlotti (saison 17, épisode 8)
- 2007 : Haine et Passion : Janie Walker (voix, 2 épisodes)
- 2008 : The End Of Steve : Melinda (dans le pilote)
- 2008 : On ne vit qu'une fois : Karen (1 épisode)
- 2008 : New York, section criminelle : Brenda Lally (saison 7, épisode 20)
- 2008 - 2009 : Gossip Girl : Hazel Williams (14 épisodes)
- 2009 : Ugly Betty : Chloe (1 épisode)
- 2009: The Good Wife : Becca
- 2009 : Royal Pains : Melody Everett (1 épisode; saison 1 - épisode 3)
- 2009 - 2010 : The Good Wife : Becca (8 épisodes)
- 2010 : Mercy Hospital : Robin Noland (1 épisode)
- 2010 : Péchés de jeunesse (Seven Deadly Sins) (téléfilm) : Harper Grace
- 2012 : Don't Trust the B---- in Apartment 23 : June (rôle principal)
- 2013 : New Girl  : Molly (1 épisode)
- 2014 : New York, unité spéciale : détective Reese Taymour (saison 16, épisode 10)
- 2019 : American Horror Story : 1984 : La vraie Rita (épisode 3)